# Почему властвует Запад… по крайней мере, пока ещё
«Почему властвует Запад… по крайней мере, пока ещё. Закономерности истории, и что они сообщают нам о будущем» (англ. Why the West Rules—For Now: The Patterns of History, and What They Reveal About the Future) — научно-популярная книга британского историка Иэна Морриса, опубликованная в 2010 году.

## Содержание
В книге сравниваются цивилизации Востока и Запада в их развитии за последние 15 000 лет, при этом автор делает вывод, что господство Запада на Земле объясняется физической географией, а не культурой, религией, политикой, генетикой или выдающимися людьми. Выводимый Моррисом индекс социального развития учитывает количество энергии, которую цивилизация может с пользой для себя использовать, её способность к организованности, измеряемая размером её крупнейших городов, способность ведения войны (оружие, численность войск, материально-техническое обеспечение) и информационные технологии (скорость и доступность письма, печати, телекоммуникаций и т. д.).
Доказательства и статистические методы, используемые в этой книге, были более подробно описаны автором в его электронной книге Social Development («Социальное развитие») и в вышедшей в печати книге The Measure of Civilization («Мера цивилизации»).
В своей книге Моррис утверждает, что:
- Когда произошёл переход человечества к сельскому хозяйству, больше всего выиграли районы с регулярным выпадением осадков.
- Орошение принесло пользу наиболее засушливым регионам, таким как Египет и Плодородный полумесяц.
- Наиболее легко одомашненные растения и животные дали определённым регионам преимущество на раннем этапе цивилизации, особенно на территории Плодородного полумесяца и Китая. Развитие Африки и Америки следовало тому же пути, но с задержкой на тысячи лет.
- С развитием судоходства в Евразии реки стали торговыми путями. Европейцы (прежде всего Греция и Рим) благодаря Средиземному морю имели преимущество в развитии над, например, китайскими государствами (которые впоследствии построили Великий канал для тех же целей).
- Набеги из евразийской степи приносили с собой болезни, которые вызывали эпидемии среди оседлого населения.
- Индекс социального развития демонстрирует, что Запад лидировал по этому показателю до VI века, затем его сменил Китай, а с XVIII века Запад вновь вернул себе ведущую роль в человеческой цивилизации.
- В результате усовершенствования океанских судов, значительно более крупная площадь Тихого океана по сравнению с Атлантическим сделала трансатлантические исследования и торговлю более доступными и прибыльными для европейцев, чем транстихоокеанские исследования и торговля для стран Восточной Азии. Хотя компас и был изобретён в Китае в XI веке, китайские исследования были менее успешными, чем европейские в эпоху Великих географических открытий и последующей колонизации новых земель.
- Болезни, распространённые на территории Евразии, к которым люди в Северной и Южной Америке не имели иммунитета, являлись побочным результатом развития Евразии, сокращавшим численность коренных американцев после их контакта с европейцами, дело усугубляло и превосходство европейского оружия над местным.
- Глобализация и достижения в области информационных технологий сглаживают различия между цивилизациями.

## Отзывы
Книга получила несколько литературных наград, в том числе литературную премию ПЕН-центра США в 2011 году за креативную научную литературу и Международную книжную премию GetAbstract в 2011 году. Она также была названа одной из книг года по версии изданий Newsweek, Foreign Affairs, Foreign Policy, The New York Times и ряд других газет. «Почему властвует Запад…» была переведена на 13 языков. The Economist определил её как «важную книгу, которая бросает вызов, стимулирует и развлекает. Любой, кто не верит, что из истории можно извлечь уроки, должен начать с неё».
Книга подверглась критике со стороны исторического социолога Рикардо Дюшена за то, что в ней, по его мнению, даётся «расплывчатое определение Запада», к которому, согласно Моррису, относится не только Европа, но и все цивилизации, происходящие из района Плодородного Полумесяца, включая исламскую, а также за склонность, по мнению Дюшена, к сглаживанию фундаментальных различий между развитием Запада и остальным миром, с игнорированием исключительной роли Европы в формировании современного мира. Моррис в ответ написал, что «несмотря на объём его рецензии, в ней довольно мало отображается центральный тезис моей книги». Представление о том, что Ближний Восток и Европа находятся в одной цивилизационной системе, было введено Дэвидом Уилкинсоном ещё в 1987 году.